# Trận Dinh Khẩu
Trận Dinh Khẩu (người Nhật gọi trận này là Trận Ngưu Trang / 牛莊作戦) là một trận chiến trên bộ trong Chiến tranh Giáp Ngọ giữa Lục quân Đế quốc Nhật Bản và nhà Thanh Trung Quốc, diễn ra ở ngoài thành phố cảng Dinh Khẩu, Mãn Châu.

## Trận đánh
Sau khi Sư đoàn địa phương số 3 thuộc Tập đoàn quân số 1 Nhật Bản chiếm được Hải Thành, phía Nam Liêu Dương trên bán đảo Liêu Đông, Mãn Châu vào ngày 13 tháng 12 năm 1894, quân Thanh cố chiếm lại thành này trong tháng 1 và tháng 2 nhưng đều thất bại.
Sư đoàn 1 thuộc Tập đoàn quân số 2 rời Kinchow ngày 10 tháng 2 năm 1895, và hội quân với Tập đoàn quân số 1 ở ngoài cảng Dinh Khẩu (khi đó gọi là Ngưu Trang). Ngưu Trang bị chiếm ngày 4 tháng 3 năm 1895 qua một trận chiến đường phố ác liệt mà quân Thanh mất đến 1.800 lính.
Ngày 6 tháng 3 năm 1895, quân Nhật tiến vào Dinh Khẩu mà không gặp sự kháng cự, và sau đó tiếp tục pháo kích san bằng thị trấn Tianzhuangtai trên bờ kia sông Liêu.

## Sau trận đánh
Việc chiếm Dinh Khẩu đánh dấu việc chấm dứt giao tranh trên nội địa châu Á trong cuộc Chiến tranh Giáp Ngọ.
Cho đến cuối tháng 3, một đơn vị quân Nhật chiếm quần đảo Bành Hồ gần Đài Loan. Trong thời gian này, đàm phán đang được thực hiện để ngừng bắn và quân Thanh đầu hàng tại Shimonoseki.